# Jani Kazaltzis
Ioannis (Jani) Kazaltzis (Genk, 7 april 1979) is een Vlaamse stylist, presentator en televisiepersoonlijkheid met een Griekse achtergrond.

## Biografie

### Jeugd
Jani Kazaltzis is de tweede zoon van Ilias Kazaltzis en Marina Koloni. Zijn grootvader langs moederskant kwam eind jaren '50 met zijn gezin naar België om in Zwartberg in de mijn te werken, Jani's vader heeft in Ford Genk gewerkt. Hij groeide op in de tuinwijk van Waterschei samen met zijn broer Emanouil. Zijn ouders wonen tegenwoordig zes maanden per jaar in het dorp Kalabaki (Καλαμπάκι) in het noordoosten van Griekenland. Jani volgde een opleiding sociaal-agogisch werk, maar maakte de opleiding niet af. Later deed hij verschillende jobs tot hij zich toelegde op styling en in die hoedanigheid voor televisie begon te werken.

### Televisie
Hij werkte als stylist en maakte in 2005 zijn televisiedebuut in het Kanaal 2-programma De Heren maken de man. In dit programma gaven 5 homo's, waaronder Jani, advies aan minder stijlbewuste heteromannen. In 2007 was hij te zien in Mooi bloot op VTM. Een jaar later nam Kazaltzis deel aan het tweede seizoen van Celebrity Shock. Bij het eerste seizoen van Benelux' Next Top Model, uitgezonden in 2009, was hij stylingcoach voor de modellen. In het tweede seizoen zetelde hij in de jury. In het showbizzmagazine De dagshow trad hij op als modekenner. In 2011 volgde Kazaltzis Lien Degol op als huisstylist voor VT4 en VIJFtv. Op laatstgenoemde zender was hij te zien in Zo man, zo vrouw, Tour Deluxe, All You Need Is Jani en Shopping Queens. Op Vier was hij te zien in Match Makers, een programma over daten zonder het te weten. Hij was in 2011 te zien in F.C De Kampioenen als stylist in seizoen 21 aflevering 10.
In het programma Heylen en de Herkomst van Martin Heylen neemt Kazaltzis voor het eerst een reporter mee naar zijn persoonlijke leefomgeving, waaronder de homoclubs op het eiland Mykonos en legt hij uitgebreid zijn geschiedenis en zijn ziel bloot. In juni 2014 speelde hij de rol van een smetteloos wit geüniformeerde scheepskapitein in The Bold and the Beautiful, maar deze afleveringen zouden niet in Vlaanderen worden uitgezonden. In het najaar van 2012 tot 2015 en van 2019 tot heden maakt Jani geregeld zijn opwachting als jurylid in De Slimste Mens ter Wereld, en ontdekt hij samen met Steven Van Herreweghe zijn toekomst in Het beste moet nog komen.
In 2016 en 2017 is hij te zien in zijn eigen programma op Vier, Jani gaat..., waarin hij telkens onderduikt in een verschillende beroepswereld, waarin hij zijn angsten probeert te overwinnen. Het programma wordt gemaakt door het productiehuis Koeken Troef.
In 2018 presenteerde Jani samen met Gert Verhulst het eerste seizoen van Dancing with the Stars. In 2019 deed hij zelf mee aan het programma en behaalde een derde plaats in de finale. Hij presenteerde in 2019 met Goedele Liekens Celebs gaan daten op Play4. In 2020 deed Jani mee aan De Container Cup en was hij vaste kok samen met Dominique Persoone in het programma Cook Ensemble.
In 2019 voer hij samen met 5 andere bekende Vlamingen de Atlantische Oceaan over voor het tv-programma Over de oceaan. Dit programma werd eind 2020 uitgezonden op Play4. 
Sinds 2022 presenteert hij Blind Gekocht op Play4. 
In het voorjaar van 2022 en 2023 werd op Play4 het eerste en tweede seizoen van Viva la Feta uitgezonden, waarin hij met Otto-Jan Ham op het Griekse eiland Sifnos gedurende twee dagen bekende gasten ontvangt. Kazaltzis legt in het Grieks contact met de eilandbewoners en hij voert telkens een intieme babbel met de gast.
Vanaf augustus 2023 presenteerde hij Tussen 4 Buren, uitgezonden op Play4. Dit is een interieurprogramma waarin buren met hulp van een interieurarchitect een kamer in elkaars huis inrichten.
Sinds 4 september 2024 presenteert Jani samen met James Cooke Jani & James doen-het-zelf op Play4 waarin ze verschillende jobs uitoefenen om te kijken wat ze zouden doen moesten de spotlights niet meer bestaan. 

### Boeken
- Doen! (met Wendy Huyghe, 2011 - Borgerhoff & Lamberigts)
- De tien geboden van Jani (2015 - Borgerhoff & Lamberigts)
- Wat zou Jani zeggen? (2019- Lannoo)